# Oetophorus maculatus
Oetophorus maculatus là một loài tò vò trong họ Ichneumonidae.